# Burgstall Stolzberg
Burgstall Stolzberg bezeichnet eine abgegangene spätmittelalterliche Höhenburg etwa 920 m nordwestlich von Dellendorf, einem Gemeindeteil der niederbayerischen Gemeinde Roßbach im Landkreis Rottal-Inn. Die Anlage wird als Bodendenkmal unter der Aktennummer D-2-7443-0050 mit der Beschreibung „Burgstall des späten Mittelalters (‚Stolzberg‘)“ geführt.

## Beschreibung
Der von einem tiefen Graben umgebene Burgstall Stolzberg liegt frei in einem Waldgebiet. Nördlich davon wird Kies abgebaut. Er liegt auf einem Geländevorsprung über einer feuchten Talsenke. Das Kernwerk besteht aus einem länglichen, steil geböschten Kegel mit einem nach Südwesten um 3 m abfallenden Plateau. Dieses hat eine Länge von 30 und eine Breite von 16 m. Auf diesem befinden sich zwei Eingrabungstrichter, in denen Ziegelschutt (Dachpfannenbruchstücke) zum Vorschein kommt. Der Burgkegel ist von einem Graben umgeben, dessen Sohle 5 bis 6 m unter dem Plateaurand liegt. Gegen das im Nordosten ansteigende Hinterland wird die äußere Grabenböschung durch eine Hangabgrabung erzielt, auf den übrigen Seiten wird der Graben durch einen Wall umfasst. Dieser ist nach Südosten unterbrochen, dort mündet ein von Süden herführender Weg ein. An der Ostseite des Walls befindet sich eine 15 lange, haldenartige Aufschüttung bis zu 5 m Höhe. Auch nach Nordwesten und Norden ist der Wall unterbrochen, die 30 m lange Zwischenstrecke weist nur eine gesteilte Außenböschung auf. Gegen das nach Nordwesten ansteigende Hinterland wird die Anlage nochmals durch einen Doppelwall mit einem dazwischenliegenden Graben von 100 m Länge abgeschirmt. Dessen beide Enden sind nach rückwärts gebogen und enden frei im Gelände.